# نادي سترة
نادي سترة الثقافي والرياضي هو نادي رياضي بحريني يقع مقره في سترة. تأسس في عام 1957. يعتبر من أقدم أندية كرة القدم البحرينية  يلعب النادي في الدوري البحريني الممتاز وملعبه الرسمي هو نادي سترة يلقب النادي بالبحارة 
الأنشطة الرئيسية هي كرة القدم وكرة السلة. يشارك نادي سترة في عدة ألعاب رياضية مثل بناء الأجسام.

## التاريخ
تأسس نادي سترة الرياضي في عام 1957ميلادي